# Tamás Sándor
Tamás Sándor (20 de junho de 1974) é um ex-futebolista profissional húngaro que atuava como meia.

## Carreira
Tamás Sándor representou a Seleção Húngara de Futebol nas Olimpíadas de 1996, ele marcou um gol no evento.